# Enfermedades hereditarias o congénitas de los riñones
Algunas enfermedades de los riñones son el resultado de factores hereditarios. Por ejemplo, la poliquistosis renal es un trastorno genético en que se forman muchos quistes en los riñones. Los quistes formados en esta enfermedad pueden reemplazar lentamente gran parte de la masa del tejido de los riñones, lo que reduce la función renal y conduce a insuficiencia renal.
Algunos problemas de los riñones pueden presentarse cuando el niño está todavía en el vientre de la madre. Son ejemplos de ellos la poliquistosis renal recesiva autosómica, una forma rara de poliquistosis renal, y otros problemas del desarrollo que obstaculizan la formación normal de las nefronas. Los signos de enfermedad de los riñones en los niños varían. Un niño puede tener un crecimiento anormalmente lento, vomitar a menudo o tener dolor de espalda o del costado. Algunas enfermedades de los riñones pueden ser "silenciosas" por meses o aún años.
Es posible que algunas enfermedades hereditarias de los riñones no se detecten sino hasta la edad adulta. La forma más común de poliquistosis renal se llamó alguna vez "poliquistosis renal del adulto" porque los síntomas de tensión arterial alta e insuficiencia renal no ocurren sino hasta que los pacientes pasan de 20 o 30 años. Pero con los adelantos de la tecnología de diagnóstico por imágenes, los médicos han descubierto quistes en los niños y adolescentes antes de que se presenten los síntomas.